# Gewone doornrog
De gewone doornrog (Trygonoptera testacea) is een rog uit de familie doornroggen.

## Beschrijving
Deze rog is volwassen bij 21 tot 26 cm (mannetje) en 31 cm (vrouwtje) en kan tot 47 cm lang worden. Hij is van licht- en donkerbruin tot grijs bovenaan en wit aan de onderzijde. Hij heeft een kleine rugvin, één of twee stevige, giftige stekels op de staart, en een bladvormige staartvin.

## Voorkomen
Deze kraakbeenvis is endemisch in Australische wateren, van zuidelijk Queensland tot aan New South Wales.

## Ecologie
Het is een vis die foerageert op de zeebodem (benthische zone) tot op een diepte van 135 meter. Hij is echter meestal te vinden in ondiepe kustwateren en op riffen, en dringt ook in estuaria door. Deze rog voedt zich met allerlei bodemdieren, vooral wormen en schaaldieren, maar ook beenvissen, en andere doornroggen.

## Relatie tot de mens
De gewone doornrog wordt vaak als bijvangst gevangen bij de beroepsvisserij voor de Australische kust op onder andere garnalen. Doornroggen die daarna overboord gegooid worden hebben een redelijke overlevingskans, tenzij beschadigd bij gebruik van haken bij het verwijderen uit het net. Ook sportvissers vangen regelmatig deze doornrog. Op de internationale rode lijst staat deze soort als gevoelig.